# Stazione di Orroli
La stazione di Orroli è una stazione ferroviaria presente nel comune di Orroli, posta lungo la linea Mandas-Arbatax, utilizzata esclusivamente per i servizi turistici del Trenino Verde.

## Storia
La stazione fu costruita per conto della Società italiana per le Strade Ferrate Secondarie della Sardegna negli anni novanta dell'Ottocento, venendo inaugurata il 1º aprile 1893, data di apertura all'esercizio del tronco Mandas-Nurri, uno dei primi della linea per Arbatax a venire completati.
Alla gestione SFSS nel 1921 subentrò quella della Ferrovie Complementari della Sardegna, a cui seguì nel 1989 la Ferrovie della Sardegna. Sotto l'amministrazione delle FdS l'intera Mandas-Arbatax fu destinata, il 16 giugno 1997, all'impiego per il solo traffico turistico legato al progetto Trenino Verde, fatto che comportò la cessazione di ogni servizio di trasporto pubblico nella stazione. Da allora lo scalo di Orroli, dal 2010 gestito dall'ARST, viene utilizzato quasi esclusivamente nel periodo estivo, restando per il resto dell'anno pressoché privo di traffico.

## Strutture e impianti
L'impianto orrolese presenta una configurazione di tipo passante e comprende complessivamente tre binari a scartamento da 950 mm, di cui il primo di corsa (dotato di una banchina) e il secondo di incrocio, a cui si aggiunge un tronchino che, diramandosi dal binario uno, termina nel dismesso scalo merci della stazione, composto anche da un piano caricatore.
Nella stazione è presente un unico edificio, il fabbricato viaggiatori, una costruzione a pianta rettangolare con sviluppo su due piani (più tetto a falde), dotata di tre accessi sul lato binari.

## Movimento
Dall'estate 1997 la stazione di Orroli è utilizzata esclusivamente per il traffico turistico, ed è attiva principalmente tra la primavera e l'autunno: con riferimento all'estate 2016 lo scalo orrolese era servito da una coppia di corse giornaliera per Mandas e Seui sei giorni alla settimana. Ulteriori relazioni sono di norma calendarizzate nel periodo primaverile e autunnale, mentre nell'arco dell'intero anno la stazione è utilizzabile da eventuali treni espletati su richiesta di comitive di turisti.

## Servizi
Nel fabbricato viaggiatori dell'impianto sono presenti le ritirate e una sala d'attesa, sebbene non siano di norma accessibili all'utenza.
- Sala d'attesa
- Servizi igienici

## Interscambi
Dinanzi alla stazione osservano fermata gli autobus dell'ARST, che permettono il collegamento con vari centri del circondario e con la stazione di Isili.
- Fermata autobus